# 金朝侯爵列表
金朝封爵分國王（二國）、國王（一國）、王、郡王、国公、開國郡公、開國縣公、開國侯（開國郡侯、開國縣侯）、開國伯（開國郡伯、開國縣伯）、開國子（開國郡子、開國縣子）、開國男（開國郡男、開國縣男）十一等十五種。追贈的爵位不加“開國”一詞，無食邑。其中，開國侯為第八等，食邑一千戶，食實封一百戶，一般以郡望封之。
下表列出金朝可考的侯爵。

## 開國郡侯

### 汾陽郡開國侯
- 郭澥，食邑一千戶，食實封一百戶

### 馮翊郡開國侯
- 党怀英，食邑一千戶，食實封一百戶

### 廣平郡開國侯
- 高某，食邑一千戶
- 乌林答天赐，食邑一千戶，食實封一百戶
- 乌林答，食邑一千戶，食實封一百戶
- 孛鲁孝忠，食邑一千戶，食實封一百戶

### 弘農郡開國侯
- 杨云翼[2]
- 杨伯仁，食邑一千戶，食實封一百戶

### 江夏郡開國侯
- 黄震，食邑一千戶，食實封一百戶

### 金源郡開國侯
- 术虎筠寿[2]
- 温迪罕二十，食邑一千戶，食實封一百戶
- 僕散桓端，食邑一千戶，食實封一百戶
- 夹谷土刺
- 完颜兖，食邑一千戶，食實封一百戶
- 完颜京，食邑一千戶，食實封一百戶
- 完颜九住，食邑一千戶，食實封一百戶

### 京兆郡開國侯
- 康德璋，食邑一千戶，食實封一百戶[2]

### 鉅鹿郡開國侯
- 魏道明，食邑一千戶，食實封一百戶

### 隴西郡開國侯
- 李逾，食邑一千戶，食實封一百戶
- 尼庞窟海山

### 南陽郡開國侯
- 韩锡，食邑一千戶，食實封一百戶

### 彭城郡開國侯
- 蒲察元衡
- 蒲察黑廝，食邑一千戶，食實封一百戶
- 劉義，食邑一千戶，食實封一百戶
- 唐括乌也，食邑一千戶，食實封一百戶

### 漆水郡開國侯
- 耶律贞[2]

### 清河郡開國侯
- 張某，食邑一千戶，食實封一百戶
- 张行简，食邑一千戶，食實封一百戶
- 傅慎微

### 始平郡開國侯
- 冯延登，食邑一千戶，食實封一百戶[2]

### 太原郡開國侯
- 武明甫[2]
- □克□，食邑一千戶，食實封一百戶

### 天水郡開國侯
- 赵思文，食邑一千戶，食實封一百戶[2]
- 赵敬昌，食邑一千戶，食實封一百戶
- 趙秉文[3]
- 艾翛，食邑一千戶，食實封一百戶

### 武威郡開國侯
- 段铎，食邑一千戶，食實封一百戶
- 贾益，食邑一千戶，食實封一百戶[4]

## 開國縣侯

### 南陽縣開國侯
- 韓昉，食邑一千戶，食實封一百戶

### 譙縣開國侯
- 曹說，食邑一千戶，食實封一百戶[5]

## 郡侯（贈）
- 東海郡侯完顏永濟[6]
- 京兆郡侯康道安
- 清河郡侯張晞
- 清河郡侯張郁
- 清河郡侯張某（張萬公第二子）
- 始平郡侯馮時
- 天水郡侯趙甫
- 天水郡侯趙番
- 武威郡侯段矩[2]

## 侯（名號）
- 重昏侯趙桓[7]
- 安平侯盧溝水神[8]
- 護國嘉蔭侯上京護國林神[8]